# Crazy Town (poddradioprogram)
Crazy Town är ett svenskt poddradioprogram av och med radio-, TV- och ståupp-komikerna Josefin "Josefinito" Johansson och Kristoffer "Kringlan" Svensson.. Crazy town startades i juli 2011 som en fortsättning på radioprogrammet Funky Town som sändes i P3 på Sveriges Radio under sommaren 2009. Crazy Town var en del av det uppmärksammade fenomenet där komiker använder sig av poddar, i brist på TV-program, för att nå en publik. Den 10 september 2015 meddelade Josefin Johansson på sin blogg att podden lagts ner. Sommaren 2017 släpps dock åter igen avsnitt och en serie live-poddar under hösten innan podden åter igen går i dvala. Först vintern 2020 släpps fler avsnitt, nu i bolaget Under Produktions regi, vilket Svensson är delägare i. I och med nystarten för podden och skiftet till Under Produktion utökar Crazy Town med en systerpodd, Cruel Town, som ges ut via betalprenumeration.

## Innehåll
Programmet bygger på samtal mellan Johansson och Svensson kring egna upplevelser eller allmänna betraktelser. I perioder innehåller podden stående inslag, oftast med fokus på det svenska språket. Vinjetten är gjord av Dennis Larsson som är känd under artistnamnet Djurpark. Avsnitten avslutas med podden mottot  "kôrka lugnt".        
2017 spelades nya avsnitt in i samband med fem liveföreställningar.
Hösten 2020 släpptes återigen ett nytt avsnitt.

## Stående inslag
- Veckans kex
- För likt
- Låter härligt, är förfärligt
- Internkritik
- Nynysvenska namn
- Könsneutrala namn
- Tal till Fibbans bröllop
- Otrovärt men tänkvärt
- Vart är vi på väg?

## Vikarier
Vid de tillfällen då någon av medlemmarna var bortresta eller hade kris så fick vikarier träda in. Personer som har varit vikarier är bland annat Jesper Rönndahl, Emma Knyckare, Nanna Johansson, Kim W. Andersson och Isabelle Berglund.